# 凯莉-塔尔敦海洋生物水族馆
凯莉-塔尔敦海洋生物水族馆（英語：Kelly Tarlton's Sea Life Aquarium），前称凯莉-塔尔敦水下世界（英語：Kelly Tarlton's Underwater World），是奥克兰的一个公共水族馆，于1985年正式开馆。它位于新西兰奥克兰的塔玛奇街23号，以新西兰海洋考古学家、潜水员凯莉·塔尔敦（Kelly Tarlton，1937—1985）命名。水族馆建造在废弃的污水储罐内。与以前水族馆仅用平面玻璃作为观赏区不同的是，水族馆使用了一种可用于建造弯曲隧道的新型有机玻璃。此水族馆也是率先使用传送带将人们慢慢传送通过观赏区的水族馆之一。

## 设施

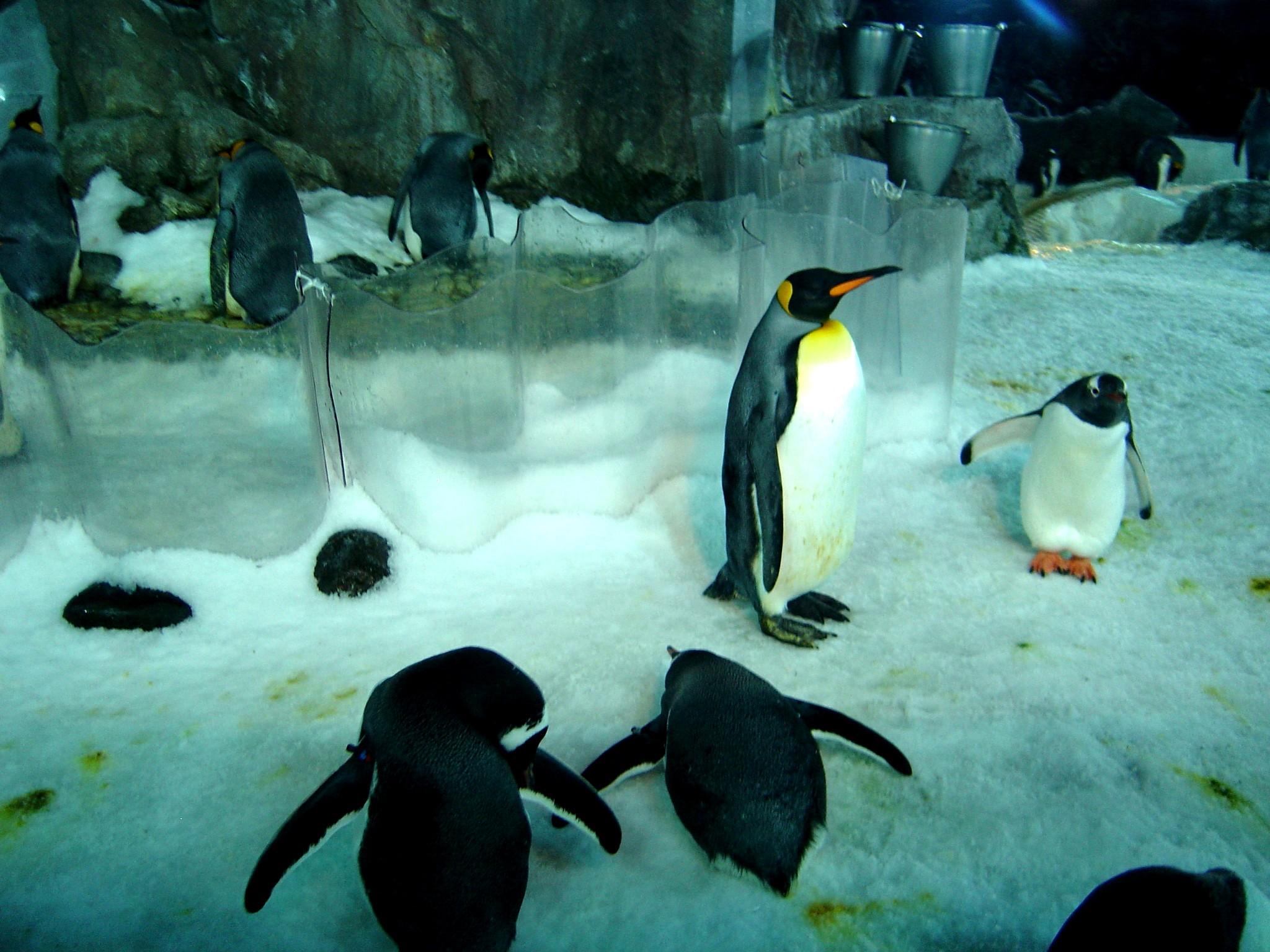
在南极雪地冒险（原名南极洲邂逅）中展示的企鹅

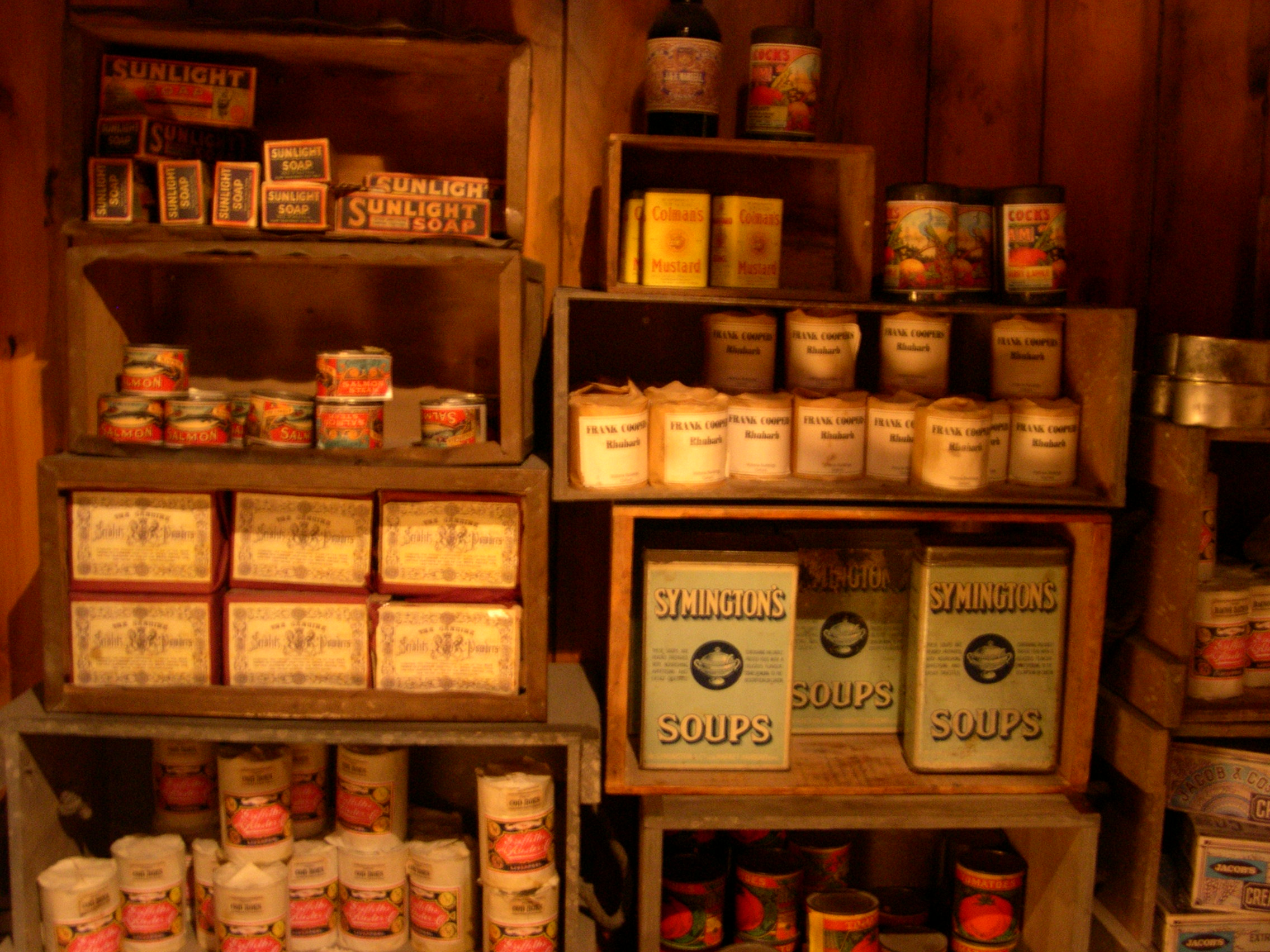
重建后的罗伯特·斯科特储藏室

水族馆的主要特色是南极洲邂逅和水下世界，但也包括几个其他的展示和教室。
- 南极雪地冒险和斯科特基地（原名南极洲邂逅）：从1994年开始展出以来第一个由游客亲身体验的展览。在水族馆内，游客可以透过玻璃观看温度控制的企鹅栖息地。然后游客将经过一个重建的小屋，这个小屋曾经由罗伯特·斯科特船长在1912年南极探险（英语：Terra Nova Expedition）时使用过。此区域有一群国王企鹅和巴布亚企鹅。游览还包括其他有关南极洲及探险方面的特色展品。[5]

- 新西兰国家水和大气研究所（NIWA）的南大洋发现之旅（原名NIWA互动室）：这个展室与刺魟湾相邻，目的是在娱乐之际同时对孩子们进行有关海洋世界和南极洲的教育。

- 刺魟湾：是一个顶部开放的树脂鱼池，储水量为35万公升。这个鱼池可容纳2种刺魟（英语：Stingray）及其他一些较小的鱼类， 包括黄条𫚕、紫色蝎鱼和一个重250公斤、翼幅2米宽的短尾刺魟（英语：Short-tail stingray）“菲比”。这里还设有一个食品出售亭。

- 太平洋鲨鱼区和沉船探险（原名水下世界）：这是水族馆最原始的地区。游客将通过一条110米长的树脂通道到达2个水箱，总共可以容纳2000个动物。第一个水箱（也可叫捕食类水箱）主要装有各种鲨鱼，容水量大约为378万5千公升[6]。第二个水箱中主要是像紫色蝎鱼之类的群游鱼类。

- 鱼类陈列室和海马王国（原名海洋生物）：这个区域放有一些较小的鱼缸，一般用来放单一的鱼种，其中包括两个热带咸水鱼缸，此外还有红腹食人鱼、章鱼、海马、海鳝、螯虾，加上有毒鱼类缸里的石头鱼和河鲀。这个区域旁边有个礼品店，店内有水族馆的出口。